# معركة من أجل حديثة (فلم)
معركة من أجل حديثة هو فيلم دراما من إخراج المخرج البريطاني نيك برومفيلد وهو مبني على أساس عمليات القتل في حديثة، تصوير أحداث حقيقية باستخدام أسلوب وثائقي، وتم بث الفيلم على القناة 4 في المملكة المتحدة يوم 17 مارس 2008 , وهو من بطولة إيليوت رويز وياسمين حناني.

## القصة
الفيلم مستوحى من حادث في مدينة حديثة العراقية حيث سقط أكثر من 24 عراقيا بين أطفال ونساء. وحديثة هي مدينة عراقية في غرب العراق في مدينة الأنبار.

## مكان التصوير
صوّر الفليم في مدينة جرش الأردنية وقد استخدم بعض اللاجئيين العراقين الذي يسكنون الأردن.

## روابط خارجية
- مقالات تستعمل روابط فنية بلا صلة مع ويكي بيانات